# نووپتروفسکویه (شهرستان کوگارچینسکی، باشقیرستان)
نووپتروفسکویه (انگلیسی: Novopetrovskoye, Kugarchinsky District, Republic of Bashkortostan) یک شهرک در شهرستان کوگارچینسکی جمهوری باشقیرستان در کشور روسیه است.